# Kär och galen (musikalbum)
För fler betydelser se Kär och galen
Kär och galen är ett studioalbum av Ulf Lundell, utgivet 1 oktober 1982. Det producerades av Lasse Lindbom, Ulf Lundell och Kjell Andersson. För albumet fick Lundell Rockbjörnen i kategorin "Årets svenska skiva".
Skivan har sålt 4x platina i Sverige och innehåller Lundells kanske mest kända sång, "Öppna landskap", som innebar hans stora genombrott för en större publik.
Albumet återutgavs till CD 1998, i en remastrad version med två extraspår.
Albumet är en av titlarna i boken Tusen svenska klassiker (2009).

## Låtlista
1. "Kär och galen" - 5:26
2. "Öppna landskap" - 4:39
3. "Herrarna" - 2:41
4. "Aldrig nånsin din clown" - 3:21
5. "I kvinnors ögon" - 3:25
6. "Laglös" - 4:40 (Vinylutgåvan anger Lasse Lindbom och Janne Bark som medkompositörer)
7. "I dina slutna rum" - 5:57
8. "Lycklig, lycklig" - 4:26
9. "När jag kysser havet" - 5:08
10. "Vid din grind igen" - 6:52

### Bonusspår på remastrad utgåva 1998
1. "Hårt regn" - 7:51 (A Hard Rain's a-Gonna Fall av Bob Dylan översatt till svenska av Lundell. Tidigare utgiven på cd-versionen av Preskriberade romanser 1978-1981)
2. "Öppna landskap (demo)" - 4:21

## Medverkande (urval)
- Ulf Lundell - sång, gitarr
- Hasse Olsson - Hammond-orgel
- Janne Bark - gitarr
- Pelle Alsing - trummor, marimba
- Martin Cerha - bas
- Olle Nyberg - piano, marimba
- Lasse Lindbom - sång, gitarr

## Listplaceringar
| Lista (1982-1983) | Topplacering |
| ----------------- | ------------ |
| Norge             | 3            |
| Sverige           | 1            |